# Busoniomimus mudigerensis
Busoniomimus mudigerensis är en insektsart som beskrevs av Chandrasekhara A. Viraktamath 1976. Busoniomimus mudigerensis ingår i släktet Busoniomimus och familjen dvärgstritar. Inga underarter finns listade i Catalogue of Life.